# 桂陽州

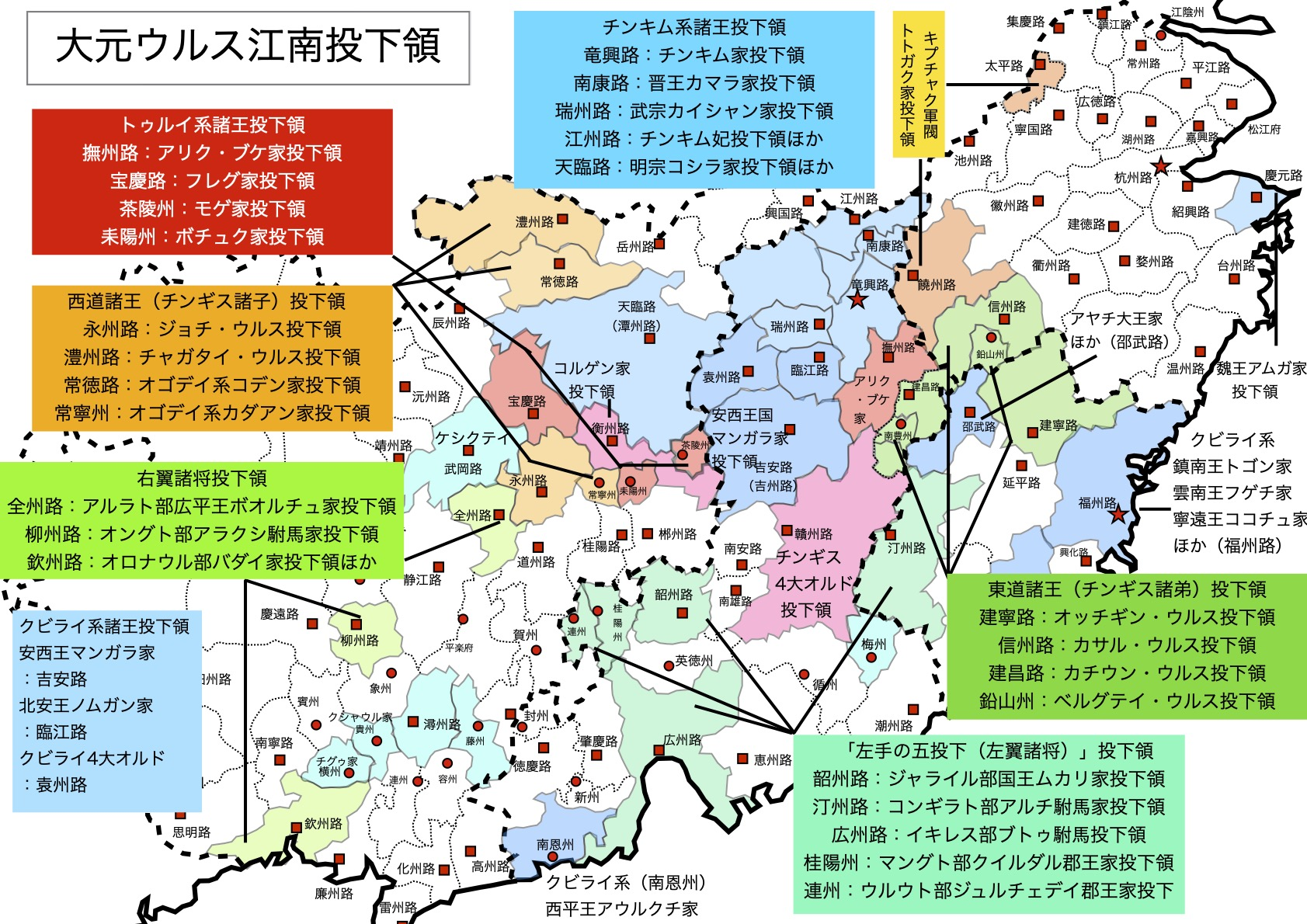
モンゴル時代の江南投下領。桂陽州は中央部下に位置する。

桂陽州（けいようしゅう）は、中国にかつて存在した州。大元ウルスの時代に現在の広東省清遠市連州市に設置された。大元ウルスの行政上は江西等処行中書省に属した。
華北の泰安州とともに、建国の功臣のクイルダル・セチェンを始祖とする家系の投下領であった。

## 歴史
唐代の桂陽県を前身とする。モンゴル帝国第5代皇帝セチェン・カアン（クビライ）によって南宋が平定されると、1281年（至元18年）に桂陽県の21,000戸がクイルダル家の投下領として与えられた。1282年（至元19年）には県から州へと昇格になり、更に連州から陽山県を割いて「桂陽州」に属するよう定められた。桂陽州は湖南道宣慰司、後には広東道宣慰司に属した。
朱元璋が明朝を建国すると、桂陽州は連州に併合となった。

## 管轄州県
桂陽州には1県が設置されていた。

### 1県
- 陽山県